# Jesper Daland
Jesper Daland, né le 6 janvier 2000 à Kristiansand en Norvège, est un footballeur norvégien qui joue au poste de défenseur central à Cardiff City.

## Biographie

### En club
Né à Kristiansand en Norvège, Jesper Daland commence le football dans le club du FK Vigør. En 2016, alors qu'il n'a que 16 ans, il est élu joueur de l'année du FK Vigør. Il rejoint ensuite le centre de formation du Stabæk Fotball, où il ne joue finalement aucun match en équipe première.
Jesper Daland rejoint ensuite l'IK Start le 24 janvier 2019. Il joue son premier match en équipe première le 17 juin 2020, lors de la première journée de la saison 2020 d'Eliteserien, l'élite du football norvégien, face au Strømsgodset IF. Il est titulaire et les deux équipes se neutralisent (2-2). Lors de la journée suivante, le 21 juin, face au Sandefjord Fotball, Daland inscrit son premier but en professionnel, ce qui ne permet toutefois pas à son équipe de remporter la partie (2-2 score final). Il s'impose comme un titulaire cette saison-là, jouant 30 matchs de championnat. Son équipe souffre toutefois toute la saison et termine 16e du classement, et donc reléguée en deuxième division.
Le 13 mai 2021 est annoncé le transfert de Jesper Daland au Cercle Bruges. Le joueur s'engage pour un contrat courant jusqu'en juin 2025.
Daland inscrit son premier but pour le Cercle Bruges le 23 octobre 2021, à l'occasion d'une rencontre de championnat face au Standard de Liège. Il est titularisé et les deux équipes se neutralisent (1-1 score final).
Le 20 août 2024, Jesper Daland rejoint le club gallois de Cardiff City. Il signe un contrat de quatre ans, soit jusqu'en juin 2028.

### En sélection
Jesper Daland est sélectionné avec l'équipe de Norvège des moins de 17 ans pour participer au championnat d'Europe des moins de 17 ans en 2017. Lors de ce tournoi organisé en Croatie, il ne joue qu'un seul match et son équipe, terminant à la dernière place de son groupe, est éliminée dès ce stade de la compétition.
Avec les moins de 18 ans, Daland joue un total de huit matchs et marque un seul but, face au Danemark, le 7 septembre 2018 (défaite 2-1 de la Norvège).
Il joue son premier match avec l'équipe de Norvège espoirs face à Gibraltar, le 4 septembre 2020. Lors de cette rencontre, il entre en jeu à la place de Leo Østigård, et son équipe s'impose largement par six buts à zéro.